# Ефде
Ефде (нід. Eefde) — село в нідерландській провінції Гелдерланд. Входить до муніципалітету Лохем.
Його площа становить 14,22км², а населення станом на 2021 рік складало 4 445 осіб.

## Галерея

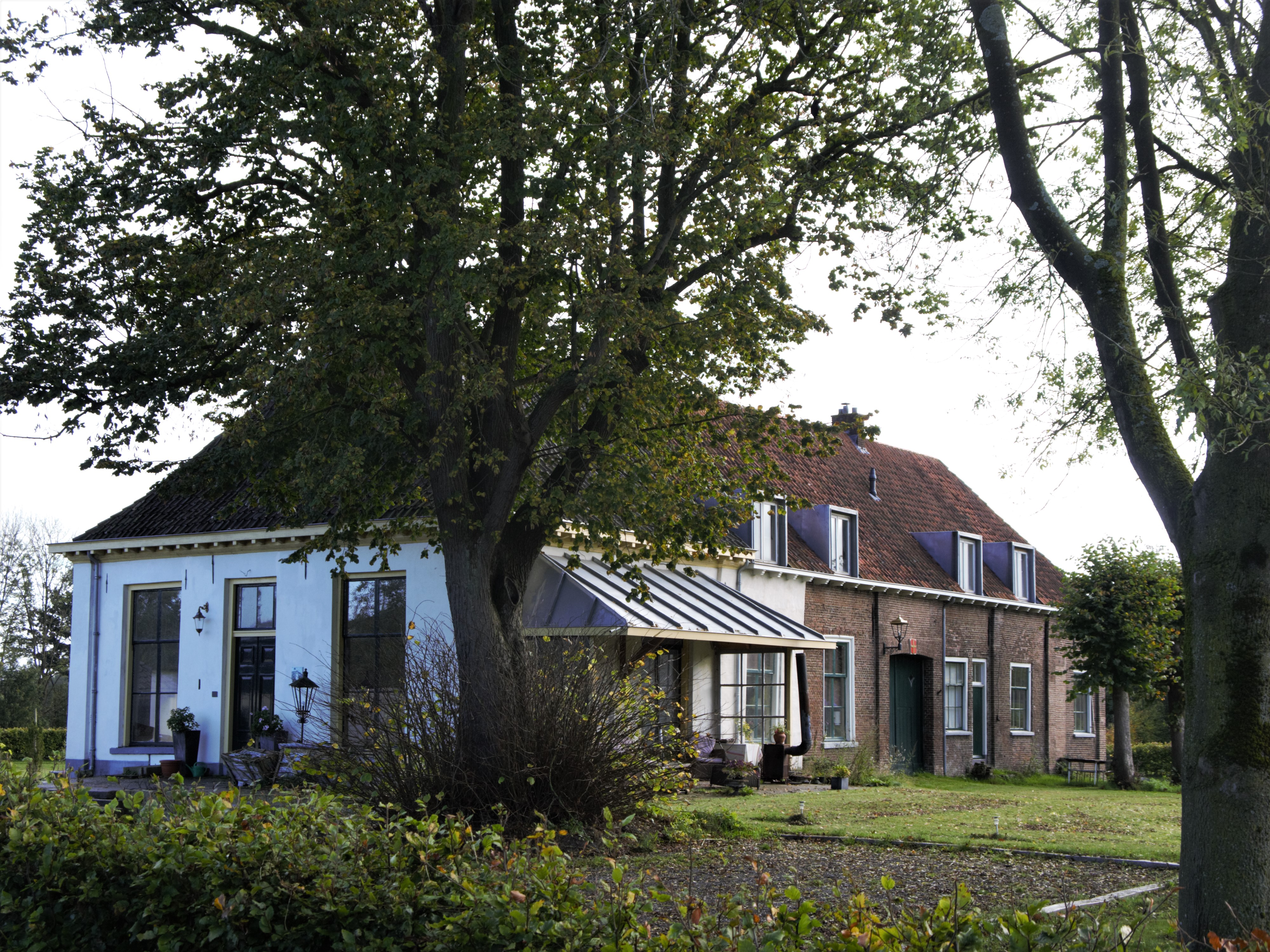
Ферма в Ефде
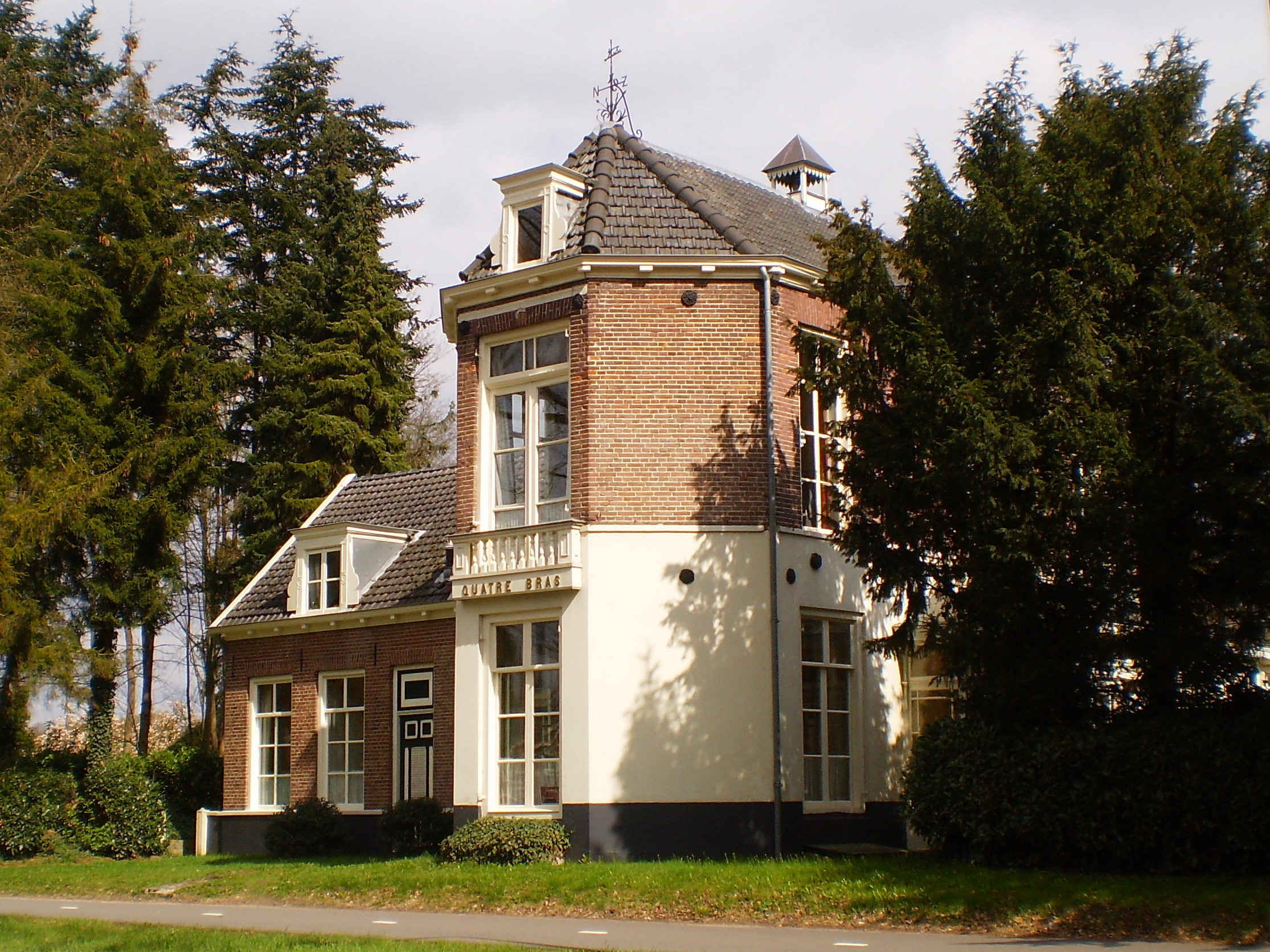
Вілла Quatre Bras
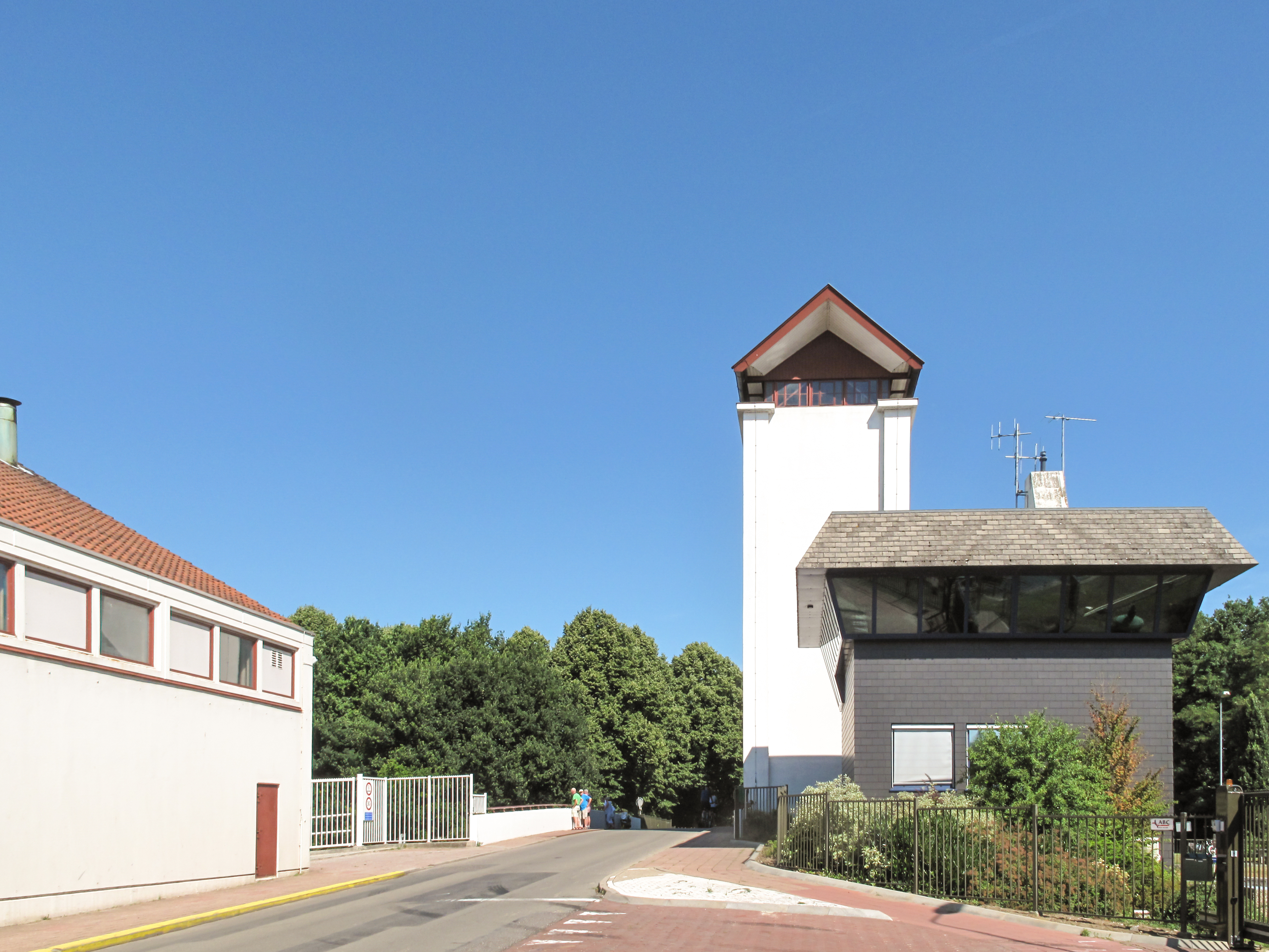
Шлюз в Ефде
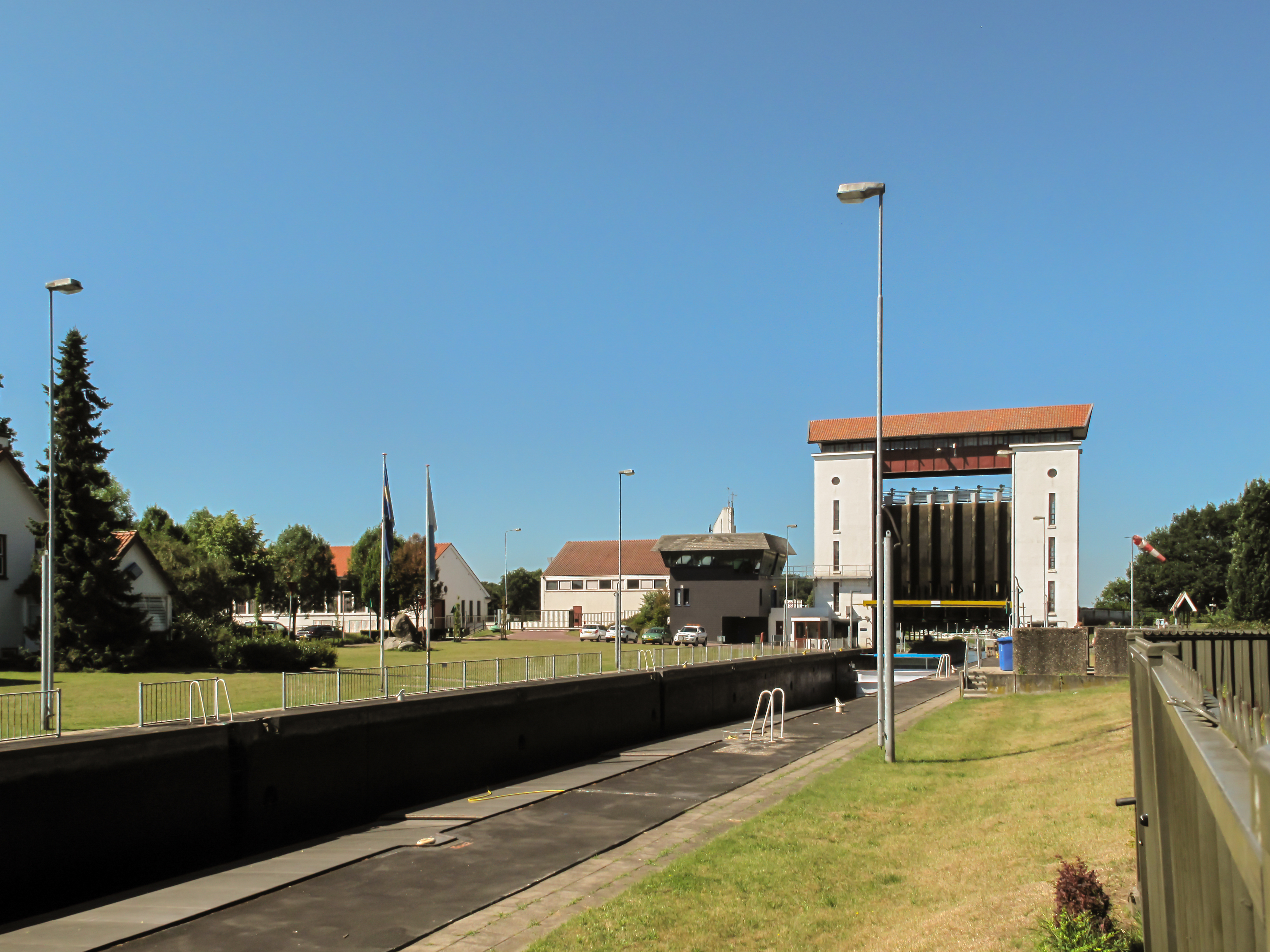
Шлюз в Ефде